# Östersunds IK
L' Östersunds IK est un club de hockey sur glace d'Östersund en Suède. Il évolue en Allsvenskan, le deuxième échelon suédois.

## Historique
Le club est créé en 1965.

## Palmarès
- Aucun titre.